# 305P/Skiff
305P/Skiff è una cometa periodica appartenente alla famiglia delle comete gioviane; la cometa è stata scoperta il 4 novembre 2004 dall'astronomo statunitense Brian A. Skiff. Al momento dell'annuncio ufficiale della scoperta erano già state trovate immagini di prescoperta risalenti fino al 7 ottobre 2004: la sua riscoperta il 3 luglio 2014 ha permesso di numerarla.

## Particolarità orbitali
La cometa ha una piccola MOID coi pianeti Terra, di 0,428 UA, e Giove, di 0,038 UA. Questo fatto comporta che la cometa abbia incontri ravvicinati coi due pianeti come il 30 ottobre 2034 quando passerà a 0,492 UA dalla Terra o come quando il 2 giugno 1971 è passata a 0,286 UA da Giove ed il 20 aprile 1983 quando è passata a 0,194 UA da Giove: la MOID con Giove comporterà in futuro passaggi talmente ravvicinati da permettere a questo pianeta di alterare drasticamente l'orbita della cometa.